# Nghi lễ Hét Khoăn của người Nùng
Nghi lễ Hét khoăn của người Nùng thuộc loại hình tập quán xã hội, của người Nùng tại một số vùng ở Việt Nam. Nghi lễ này được người Nùng ở huyện Đồng Hỷ, tỉnh Thái Nguyên bảo tồn và duy trì từ nhiều đời nay, hiện còn được thực hành tại các xã: Hòa Bình, Nam Hòa, Văn Lăng, Văn Hán, Tân Long.

## Phong tục
Người Nùng ở Đồng Hỷ có phong tục không cúng giỗ người đã khuất, thay vào đó, người Nùng làm lễ mừng sinh nhật khi còn sống nhằm mục đích cầu sức khoẻ, sự may mắn, bình an cho ông bà, cha mẹ.

## Diễn ra
Nghi lễ Hét Khoăn thường diễn ra từ chiều hôm trước, qua đêm, đến hết ngày hôm sau, tại gian thờ tổ tiên người được mừng sinh nhật. Để thực hiện nghi lễ, chủ nhà phải mời thầy cúng về cầu an, cầu bản mệnh, sức khoẻ cho người được mừng sinh nhật, sau đó cho cả gia đình. Lễ vật cúng gồm có: lợn quay, gà luộc, bánh dày đặt trong các mâm: đón mừng hồn, vía; cầu mong sức khỏe; cúng trên ban thờ tổ tiên, mâm tiền và gạo dùng cho người âm.

## Thực hiện
Khi thực hiện nghi lễ, thầy cúng không sử dụng sách mà phải học thuộc lòng các bài cúng và thực hiện các nghi thức chính, bao gồm: Nghi thức cúng xin phép tổ tiên: mời tổ tiên chủ nhà về chứng kiến buổi lễ và phù hộ cho con cháu mạnh khỏe, bình an; Nghi thức cầu sức khỏe, cầu bình an: cầu mong cho hồn yên tâm, vui vẻ mà gắn bó lâu dài với thể xác; Nghi thức đổ thêm nước sinh mệnh: với ý nghĩa bổ sung sinh khí, tinh thần cho ông bà sống thọ, có nhiều phúc lộc; Nghi thức trồng cây mệnh: tượng trưng cho số mệnh của ông bà, mong ông bà mạnh khỏe, tươi tốt như cây rừng; Nghi thức bổ sung lương thực vào bịch gạo mệnh: để gia hạn với Nam Tào, kéo dài tuổi thọ người được mừng sinh nhật. Sau đó, thầy cúng thực hiện nghi thức cúng cầu mong sức khỏe, bình an cho chủ nhà, đồng thời báo cáo với tổ tiên đã tìm thấy hồn vía bị lạc về đúng với chủ, đã đổ đầy giếng nước, trồng được cây tươi tốt, khỏe mạnh, đã đổ đầy bịch gạo mệnh và làm lễ cấp tiền mã cho thiên binh, thiên tướng, cảm ơn họ vì đã giúp thầy cùng gia đình hoàn thành các nghi lễ mừng sinh nhật. Kết thúc nghi lễ, thầy cúng chúc mừng mọi vía đã quy tụ đầy đủ và nhờ ông bà, tổ tiên để mắt trông nom cũng như dặn dò vía không được mải mê đi chơi quên đường về. Đến ngày hôm sau, con cháu, họ hàng, người thân làm cỗ mời làng xóm đến ăn mừng sinh nhật ông bà.

## Chi tiết
Những đồ dùng khi hành lễ như: chiếc đèn, thúng gạo, cầu... sẽ được thầy cúng đưa lên bàn thờ tổ tiên và dặn dò tổ tiên trông nom, cai quản. Sau 7 hoặc 9 ngày, con cháu sẽ lấy gạo và trứng, nấu cháo cho ông bà ăn để có thêm sức khỏe, sống lâu với con cháu và nấu cơm cho con cháu ăn với mong muốn được khỏe mạnh để chăm sóc ông bà, cha mẹ.

## Ý nghĩa của nghi lễ
Nghi lễ Hét Khoăn là tập quán lâu đời của người Nùng, không chỉ mang lại niềm vui cho người cao tuổi, mà còn là bài học đạo đức cho thế hệ trẻ về lòng hiếu thảo đối với ông bà, cha mẹ. Đối với người Nùng, đây chính là món quà quý giá nhất của con cháu dành cho ông bà, cha mẹ mình, thể hiện sự kính trọng, hiếu nghĩa của họ với các bậc sinh thành. Cùng với thời gian, nhiều nghi thức trong nghi lễ Hét Khoăn được giản lược cho phù hợp với đời sống hiện đại, song nghi lễ này vẫn được các thế hệ trong gia đình của người Nùng tổ chức thường xuyên và trao truyền cho nhau, thể hiện sự tôn trọng, tấm lòng hiếu thảo cũng như sự kính trọng của con cháu đối với ông bà, cha mẹ. Trong thời đại ngày nay, Nghi lễ mừng sinh nhật của người Nùng được bảo tồn và phát huy có tác dụng thiết thực trong việc giáo dục truyền thống, đạo lý “Uống nước nhớ nguồn” đối với thế hệ trẻ dân tộc Nùng nói riêng và nhân dân các dân tộc Việt Nam nói chung.